# Bajos de Haina
Bajos de Haina, ou simplement Haina, est une ville du sud de la République dominicaine située dans la province de San Cristóbal.
En 2012, la population est de 155 985 habitants[réf. nécessaire].

## Pollution
Bajos de Haina fait partie des endroits les plus pollués au monde selon le Blacksmith Institute et a été qualifiée de « Tchernobyl dominicain » car, selon les Nations unies, elle est l'endroit au monde présentant le plus haut niveau de contamination au plomb. La quasi-totalité de sa population montrerait des signes d'intoxication au plomb, à des niveaux élevés dans 90 % des cas. La communauté est sise près d'un site de fonte de batteries au plomb au piètre bilan environnemental.

## Personnalités liées à la ville
- Les frères Matty, Jesús et Felipe Alou.
- Mel Rojas